# Ален Прост
Ален Прост (фр. Alain Prost; Сен Шамон, 24. фебруар 1955) је француски возач јерменског порекла, светски шампион, а касније и власник тима Формуле 1. Године 1999, Прост је примио Светску спортску награду века у категорији моторног спорта.
У тркама Формуле 1 је учествовао до 1993. године, када се повукао након четврте освојене шампионске титуле. Основао је тим Прост гран при који је учествовао у тркама од 1997. до 2001. године.

## Успех по сезонама
Ален Прост је четвороструки шампион Формуле 1.
Више титула од њега имају једино Михаел Шумахер и Хуан Мануел Фанђо.
- Макларен, 1980, 16. позиција
- Рено, 1981 — 1983, 5, 4, 2. место
- Макларен, 1984 — 1989, 3 шампионске титуле, пласмани 2, 1, 1, 4, 2, 1.
- Ферари, 1990 — 1991, пласмани 2, 5.
- Вилијамс, 1993, прво место и четврта шампионска титула

Прост није возио трке 1992. године.

## Историја
Прост се у годинама пре Формуле 1 бавио картингом. Године 1975. је био најбољи у категорији сениора у целој Француској.

### 1980:Макларен
Свој деби у Формули 1 Прост је начинио у Макларену 1980. године. Већ у својој дебитантској трци на ВН Аргентине освојио је шесто место и један поен. Да освоје поене на дебитантској трци је успела свега неколицина возача. Ипак, та година није била успешна и Прост упркос трогодишњем уговору прелази у Рено.

### 1981—1983:Рено
Иако је на ВН Француске 1981. године освојио свој први Гран при, Прост те сезоне није успео да постигне више од петог места у генералном пласману. Слично је и било у следеће две године, када је Прост остварио низ Гран при победа, али у генералном пласману је само успевао да буде у врху. Године 1983. је Просту титула измакла за два поена. Бољи од њега је био Нелсон Пике.

### 1984—1989:Макларен
По повратку у Макларен, Прост је доживео своје златно доба. У шест сезона проведених у тиму, Прост је освојио три шампионске и две вицешампионске титуле.
Године 1984. Французу је титула измакла за свега пола поена. Бољи од њега је био његов клупски колега Ники Лауда.
На ВН Монака је услед велике кише прекинута трка, па је Прост добио свега половину од предвиђених 9 поена за победника.
И следећа сезона је протекла у доминацији Маклареновог двојца Прост-Лауда. Овог пута је Прост био бољи и успео да освоји своји прву шампионску титулу у каријери. Исти успех Прост је поновио и наредне године.
Уследиле су две године слабијих резултата. Француз је 1987. био тек четврти. Године 1988. у тиму му се придружио Аиртон Сена. Те године је стазама поново доминирао Макларенов двојац. Освојили су 15 од 16 трка. Али на Простову несрећу, и ове, као и 1983. и 1984. године, титула му је измакла за свега пар поена. Сена је био бољи од клупског колега за 3 поена (90:87) и то захваљујући тадашњем специфичном начину бодовања. За генерални пласман су се бодовали најбољих 11 пласмана у сезони. Тако иако је Прост освојио укупно 105, а Сена 94 поена, Сена је понео титулу најбољег.
У следећој сезони 1989. године Прост је успео да буде бољи од Сене и да у још једној години доминације Макларена, освоји своју трећу шампионску титулу.

### 1990—1991:Ферари
Прост је у Ферарију провео две сезоне. Тих година Фераријеви болиди нису могли да се успешно носе са Маклареновим, па је Прост заузео друго, односно пето место у сезони.
Значајна је Простова победа на ВН Мексика, иако је тада стартовао као 13. Прост је чак након отвореног неслагања са руководством тима, добио отказ и није ни возио задњу трку у сезони. Те две године су протекле у знаку великог Простовог ривала Аиртона Сене који је са својим Маклареном узео обе шампионске титуле.

### 1993:Вилијамс
Након годину дана паузе, Прост се вратио у Вилијамс. Те сезоне је успео да освоји своју четврту шампионску титулу.

## Ривалство са Сеном
У сезонама од 1985. па до 1994. године светом ауто-трка су владали Аиртон Сена и Ален Прост. У девет сезона (закључно са '93) њих двојца су освојила 7 од 9 шампионских пехара.
Ривалство је почело 1988. године док су још били у истом тиму. Нетрпељивост међу њима су појачавали међусобни инциденти и кршење клупских договора.
То се и наставило по Простовом преласку у Ферари. На великој награди Јапана 1990. Сена је по унапред смишљеном сценарију изазвао судар са Простом и тиме обезбедио себи шампионску титулу.
Ривалство је било толико велико да је полиција морала да обезбеђује Проста на Великој награди Бразила 1993. године. Ипак, на подијуму на Простовој последњој трци у каријери, Сена је пришао и загрлио Проста. Разлог томе је што је Прост раније најавио да се повлачи из Формуле 1 након те сезоне и тиме он за Сену више није био ривал.

## Живот после Формуле 1

### Потпуни попис резултата у Формули 1
(легенда) (Трке означене дебелим словима означују најбољу стартну позицију) (Трке означене косим словима означују најбржи круг трке)
| Година | Тим            | 1.      | 2.      | 3.      | 4.      | 5.      | 6.      | 7.      | 8.      | 9.      | 10.     | 11.     | 12.     | 13.     | 14.     | 15.     | 16.     | Поредак | Бодови   |
| ------ | -------------- | ------- | ------- | ------- | ------- | ------- | ------- | ------- | ------- | ------- | ------- | ------- | ------- | ------- | ------- | ------- | ------- | ------- | -------- |
| 1980.  | Макларен-Форд  | ARG 6   | BRA 5   | RSA DNS | USW     | BEL Ret | MON Ret | FRA Ret | GBR 6   | GER 11  | AUT 7   | DUT 6   | ITA 7   | CAN Ret | USA DNS |         |         | 16.     | 5        |
| 1981.  | Рено           | USW Ret | BRA Ret | ARG 3   | SMR Ret | BEL Ret | MON Ret | ESP Ret | FRA 1   | GBR Ret | GER 2   | AUT Ret | DUT 1   | ITA 1   | CAN Ret | LVS 2   |         | 5.      | 43       |
| 1982.  | Рено           | RSA 1   | BRA 1   | USW Ret | SMR Ret | BEL Ret | MON 7   | USE NC  | CAN Ret | DUT Ret | GBR 6   | FRA 2   | GER Ret | AUT 8   | SUI 2   | ITA Ret | LVS 4   | 4.      | 34       |
| 1983.  | Рено           | BRA 7   | USW 11  | FRA 1   | SMR 2   | MON 3   | BEL 1   | USA 8   | CAN 5   | GBR 1   | GER 4   | AUT 1   | DUT Ret | ITA Ret | EUR 2   | RSA Ret |         | 2.      | 57       |
| 1984.  | Макларен-ТАГ   | BRA 1   | RSA 2   | BEL Ret | SMR 1   | FRA 7   | MON 1   | CAN 3   | USE 4   | USA Ret | GBR Ret | GER 1   | AUT Ret | DUT 1   | ITA Ret | EUR 1   | POR 1   | 2.      | 71.5     |
| 1985.  | Макларен-ТАГ   | BRA 1   | POR Ret | SMR DSQ | MON 1   | CAN 3   | USA Ret | FRA 3   | GBR 1   | GER 2   | AUT 1   | DUT 2   | ITA 1   | BEL 3   | EUR 4   | RSA 3   | AUS Ret | 1.      | 73 (76)  |
| 1986.  | Макларен-ТАГ   | BRA Ret | ESP 3   | SMR 1   | MON 1   | BEL 6   | CAN 2   | USA 3   | FRA 2   | GBR 3   | GER 6   | HUN Ret | AUT 1   | ITA DSQ | POR 2   | MEX 2   | AUS 1   | 1.      | 72 (74)  |
| 1987.  | Макларен-ТАГ   | BRA 1   | SMR Ret | BEL 1   | MON 9   | USA 3   | FRA 3   | GBR Ret | GER 7   | HUN 3   | AUT 6   | ITA 15  | POR 1   | ESP 2   | MEX Ret | JPN 7   | AUS Ret | 4.      | 46       |
| 1988.  | Макларен-Хонда | BRA 1   | SMR 2   | MON 1   | MEX 1   | CAN 2   | USA 2   | FRA 1   | GBR Ret | GER 2   | HUN 2   | BEL 2   | ITA Ret | POR 1   | ESP 1   | JPN 2   | AUS 1   | 2.      | 87 (105) |
| 1989.  | Макларен-Хонда | BRA 2   | SMR 2   | MON 2   | MEX 5   | USA 1   | CAN Ret | FRA 1   | GBR 1   | GER 2   | HUN 4   | BEL 2   | ITA 1   | POR 2   | ESP 3   | JPN Ret | AUS Ret | 1.      | 76 (81)  |
| 1990.  | Ферари         | USA Ret | BRA 1   | SMR 4   | MON Ret | CAN 5   | MEX 1   | FRA 1   | GBR 1   | GER 4   | HUN Ret | BEL 2   | ITA 2   | POR 3   | ESP 1   | JPN Ret | AUS 3   | 2.      | 71 (73)  |
| 1991.  | Ферари         | USA 2   | BRA 4   | SMR DNS | MON 5   | CAN Ret | MEX Ret | FRA 2   | GBR 3   | GER Ret | HUN Ret | BEL Ret | ITA 3   | POR Ret | ESP 2   | JPN 4   | AUS     | 5.      | 34       |
| 1993.  | Вилијамс-Рено  | RSA 1   | BRA Ret | EUR 3   | SMR 1   | ESP 1   | MON 4   | CAN 1   | FRA 1   | GBR 1   | GER 1   | HUN 12  | BEL 3   | ITA 12  | POR 2   | JPN 2   | AUS 2   | 1.      | 99       |